# 박재홍 (1892년)
박재홍(朴在弘, 일본식 이름: 마스나가 히로시(增永弘), 1892년 1월 15일 ~ 1977년 2월 18일)은 일제강점기의 관료이다. 본관은 밀양이다.

## 생애
1911년에 충청남도 노성군의 임시직 관리로 채용되면서 조선총독부 관리가 되었다. 그해 말 판임관 견습으로 채용되었고, 1912년에 정식으로 군서기가 되면서 노성군에서 근무를 시작했다. 이후 청양군을 거쳐 함경남도 홍원군, 고원군, 장진군에서 근무했다.
1923년부터는 충청남도 내무부 지방과에 발령받았고, 이듬해 고등관 8등의 총독부 군수로 승진하였다. 함경남도 풍산군에 발령받아 군수로 일하면서 1931년에 일본 정부로부터 훈6등 서보장을 수여받기도 했다.
풍산군, 신흥군, 영흥군 군수를 거친 뒤 1934년에는 고등관 5등의 조선총독부 이사관으로 다시 승진하여 함경남도 내무부 산업과장으로 재직했다. 그해 말에는 고등관 4등으로 승급하는 등 특별히 승진이 빠른 편이었다. 함경남도 이사관이던 1935년에, 총독부가 시정 25주년을 기념하여 표창한 표창자 명단에도 들어 있다.
이후 평안남도 참여관을 거쳐 태평양 전쟁 종전 직전에는 도지사에까지 승진했다. 평남 참여관이던 1943년에 종5위 훈4등에 서위되어 있었다. 태평양 전쟁 종전 당시에 충청남도 지사로 근무하고 있었다. 이때 아들 박종만도 총독부 군수로 재직 중이었다.
2002년 발표된 친일파 708인 명단 중 도지사, 도참여관, 조선총독부 사무관의 3개 부문에 수록되었고, 2008년 공개된 민족문제연구소의 친일인명사전 수록예정자 명단 중 관료 부문에는 아들 박종만과 함께 포함되었다. 2009년 친일반민족행위진상규명위원회가 발표한 친일반민족행위 705인 명단에 포함되었다.

## 같이 보기
- 박종만

## 참고자료
- 박재홍(朴在弘) - 국사편찬위원회